# Trinidad és Tobago a 2020. évi nyári olimpiai játékokon
Trinidad és Tobago a japán Tokióban megrendezett 2020. évi nyári olimpiai játékok egyik részt vevő nemzete volt. Az országot 7 sportágban 24 sportoló képviselte, akik érmet nem szereztek.

## Atlétika
Férfi
| Versenyző                                                       | Versenyszám | Előfutam | Előfutam | Elődöntő | Elődöntő | Döntő   | Döntő    |
| Versenyző                                                       | Versenyszám | Idő      | Hely.    | Idő      | Hely.    | Idő     | Helyezés |
| --------------------------------------------------------------- | ----------- | -------- | -------- | -------- | -------- | ------- | -------- |
| Kyle Greaux                                                     | 200 m       | 20,77    | 4.       | kiesett  | kiesett  | kiesett | kiesett  |
| Jereem Richards                                                 | 200 m       | 20,52    | 1.       | 20,10    | 3.       | 20,39   | 8.       |
| Machel Cedenio                                                  | 400 m       | 46,56    | 3.       | 45,86    | 6.       | kiesett | kiesett  |
| Deon Lendore                                                    | 400 m       | 45,14    | 2.       | 44,93    | 4.       | kiesett | kiesett  |
| Dwight St. Hillaire                                             | 400 m       | 45,41    | 4.       | 45,58    | 7.       | kiesett | kiesett  |
| Kion Benjamin Eric Harrison Jr. Akanni Hislop Richard Thompson  | 4 × 100 m   | 38,63    | 6.       |          |          | kiesett | kiesett  |
| Machel Cedenio Deon Lendore Jereem Richards Dwight St. Hillaire | 4 × 400 m   | 2:58,60  | 2.       | 3:00,85  | 8.       |         |          |

| Versenyző        | Versenyszám   | Selejtező    | Selejtező    | Döntő        | Döntő        |
| Versenyző        | Versenyszám   | Eredmény     | Helyezés     | Eredmény     | Helyezés     |
| ---------------- | ------------- | ------------ | ------------ | ------------ | ------------ |
| Keshorn Walcott  | Gerelyhajítás | 79,33 m      | 16.          | kiesett      | kiesett      |
| Andwuelle Wright | Távolugrás    | visszalépett | visszalépett | visszalépett | visszalépett |

Női
| Versenyző                                                        | Versenyszám | Előfutam     | Előfutam     | Elődöntő     | Elődöntő     | Döntő        | Döntő        |
| Versenyző                                                        | Versenyszám | Idő          | Hely.        | Idő          | Hely.        | Idő          | Helyezés     |
| ---------------------------------------------------------------- | ----------- | ------------ | ------------ | ------------ | ------------ | ------------ | ------------ |
| Michelle-Lee Ahye                                                | 100 m       | 11,06        | 1.           | 11,00        | 3.           | kiesett      | kiesett      |
| Kelly-Ann Baptiste                                               | 100 m       | 11,48        | 6.           | kiesett      | kiesett      | kiesett      | kiesett      |
| Sparkle McKnight                                                 | 400 m gát   | visszalépett | visszalépett | visszalépett | visszalépett | visszalépett | visszalépett |
| Khalifa St. Fort Michelle-Lee Ahye Kai Selvon Kelly-Ann Baptiste | 4 × 100 m   | 43,62        | 8.           |              |              | kiesett      | kiesett      |

| Versenyző       | Versenyszám | Selejtező | Selejtező | Döntő    | Döntő    |
| Versenyző       | Versenyszám | Eredmény  | Helyezés  | Eredmény | Helyezés |
| --------------- | ----------- | --------- | --------- | -------- | -------- |
| Tyra Gittens    | Távolugrás  | 6,72 m    | 9.        | 6,60 m   | 10.      |
| Portious Warren | Súlylökés   | 18,75 m   | 5.        | 18,32 m  | 11.      |

## Cselgáncs
| Versenyző      | Versenyszám   | 32-es főtábla           | Nyolcaddöntő | Negyeddöntő | Elődöntő | Vigaszág elődöntő | Bronz- mérkőzés | Döntő   | Helyezés |
| -------------- | ------------- | ----------------------- | ------------ | ----------- | -------- | ----------------- | --------------- | ------- | -------- |
| Gabriella Wood | Női nehézsúly | Szluckaja (BLR) · 00-10 | kiesett      | kiesett     | kiesett  | kiesett           | kiesett         | kiesett | kiesett  |

## Evezés
| Versenyző   | Versenyszám | Előfutam | Előfutam | Vigaszág | Vigaszág | Negyeddöntő | Negyeddöntő | Elődöntő | Elődöntő | Elődöntő | Döntő | Döntő   | Döntő | Helyezés |
| Versenyző   | Versenyszám | Idő      | Hely.    | Idő      | Hely.    | Idő         | Hely.       | Típus    | Idő      | Hely.    | Típus | Idő     | Hely. | Helyezés |
| ----------- | ----------- | -------- | -------- | -------- | -------- | ----------- | ----------- | -------- | -------- | -------- | ----- | ------- | ----- | -------- |
| Felice Chow | Női egypár  | 8:02,02  | 4.       | 8:15,94  | 1.       | 8:21,23     | 5.          | C/D      | 7:45,14  | 4.       | D     | 7:48,06 | 1.    | 19.      |

## Kerékpározás

### Országúti kerékpározás
Női
| Versenyző       | Versenyszám   | Idő           | Helyezés      |
| --------------- | ------------- | ------------- | ------------- |
| Teniel Campbell | Mezőnyverseny | nem ért célba | nem ért célba |

### Pályakerékpározás
Férfi
| Versenyző     | Versenyszám   | Selejtező | Selejtező | 1. kör                | Remény-futam 1 | 2. kör           | Remény-futam 2 | Nyolcaddöntő        | Remény-futam 3 | Negyeddöntő         | Elődöntő | Döntő                                               | Hely    |
| Versenyző     | Versenyszám   | Idő       | Hely      | Ellenfél              | Ellenfél       | Ellenfél         | Ellenfél       | Ellenfél            | Ellenfél       | Ellenfél            | Ellenfél | Ellenfél                                            | Hely    |
| ------------- | ------------- | --------- | --------- | --------------------- | -------------- | ---------------- | -------------- | ------------------- | -------------- | ------------------- | -------- | --------------------------------------------------- | ------- |
| Kwesi Browne  | Egyéni sprint | 9,966     | 30.       | kiesett               | kiesett        | kiesett          | kiesett        | kiesett             | kiesett        | kiesett             | kiesett  | kiesett                                             | kiesett |
| Nicholas Paul | Egyéni sprint | 9,316     | 4.        | Richardson (AUS) · Gy |                | Awang (MAS) · Gy |                | Vakimoto (JPN) · Gy |                | Dmitrijev (ROC) · V |          | 5-8.helyért Vigier (FRA) · Kenny (GBR) · Levy (GER) | 6.      |

| Versenyző     | Versenyszám | 1. kör | Reményfutam | Negyeddöntő | Elődöntő | Döntő   | Döntő   | Hely    |
| Versenyző     | Versenyszám | Hely   | Hely        | Hely        | Hely     | Típus   | Hely    | Hely    |
| ------------- | ----------- | ------ | ----------- | ----------- | -------- | ------- | ------- | ------- |
| Kwesi Browne  | Keirin      | 3.     | 1.          | 3.          | 5.       | B       | 3.      | 9.      |
| Nicholas Paul | Keirin      | 2.     |             | 1.          | kizárták | kiesett | kiesett | kiesett |

## Ökölvívás
| Versenyző    | Versenyszám     | Selejtező          | Nyolcaddöntő | Negyeddöntő | Elődöntő | Döntő   | Helyezés |
| ------------ | --------------- | ------------------ | ------------ | ----------- | -------- | ------- | -------- |
| Aaron Prince | Férfi középsúly | Csemez (SVK) · 0-4 | kiesett      | kiesett     | kiesett  | kiesett | kiesett  |

## Úszás
| Versenyző         | Versenyszám          | Előfutam | Előfutam | Előfutam | Elődöntő | Elődöntő | Elődöntő | Döntő   | Döntő    |
| Versenyző         | Versenyszám          | Idő      | Hely.    | Össz.    | Idő      | Hely.    | Össz.    | Idő     | Helyezés |
| ----------------- | -------------------- | -------- | -------- | -------- | -------- | -------- | -------- | ------- | -------- |
| Dylan Carter      | Férfi 50 m gyors     | 22,46    | 2.       | 33.      | kiesett  | kiesett  | kiesett  | kiesett | kiesett  |
| Dylan Carter      | Férfi 100 m gyors    | 48,66    | 2.       | 22.      | kiesett  | kiesett  | kiesett  | kiesett | kiesett  |
| Dylan Carter      | Férfi 100 m hát      | 54,82    | 4.       | 32.      | kiesett  | kiesett  | kiesett  | kiesett | kiesett  |
| Dylan Carter      | Férfi 100 m pillangó | 52,36    | 2.       | 33.      | kiesett  | kiesett  | kiesett  | kiesett | kiesett  |
| Cherelle Thompson | Női 50 m gyors       | 26,19    | 8.       | 41.      | kiesett  | kiesett  | kiesett  | kiesett | kiesett  |

## Vitorlázás
| Versenyző    | Versenyszám | Futam | Futam | Futam | Futam | Futam | Futam | Futam | Futam | Futam | Futam | Futam   | Pontszám | Helyezés |
| Versenyző    | Versenyszám | 1     | 2     | 3     | 4     | 5     | 6     | 7     | 8     | 9     | 10    | É       | Pontszám | Helyezés |
| ------------ | ----------- | ----- | ----- | ----- | ----- | ----- | ----- | ----- | ----- | ----- | ----- | ------- | -------- | -------- |
| Andrew Lewis | Férfi laser | 23    | 29    | 27    | 31    | 30    | 15    | 23    | 24    | 25    | 7     | kiesett | 203      | 29.      |